# Skalice (Moravia meridionale)
Skalice è un comune della Repubblica Ceca facente parte del distretto di Znojmo, in Moravia Meridionale.